# Parres
Parres est une commune (concejo aux Asturies) située dans la communauté autonome des Asturies, en Espagne. Depuis 2006, elle forme avec les municipalités de Caravia et Piloña la Mancomunidad de la Comarca del Sueve (richesse communne de la comarque del Sueve).
L'économie de Parres peut être divisée entre la zone rurale, où le secteur primaire est important, avec un grand nombre de têtes de bétail, et la zone urbaine (Arriondas), qui est importante dans le secteur des services et, dans une moindre mesure, dans le secteur industriel. La célèbre descente internationale de la Sella a lieu à Arriondas, tous les premiers samedis du mois d'août (s'ils ne tombent pas le 1er ou le 2). 

## Administration et politique
À la mairie de Parres, depuis 1979, le seul parti qui a gouverné est le PSOE. Le maire actuel, depuis le 13 juin 2015, est Emilio Manuel García Longo. Il est précédé dans ses fonctions par José Marcos Gutiérrez Escandón, Manuel Millán García González (décédé le 6 juin 2012), Manuel Alonso Nieda et Emilio Pando.

### Paroisses
La commune de Parres est partagée en 17 paroisse:
- Arriondas/Les Arriondes
- Castiellu
- Cayarga
- Cofiñu
- Santitomás
- Fíos
- La Güera Deu
- Llerandi
- Margolles
- Los Montes
- Nevares
- Pendás
- Parres
- Sorribes
- Viabaño
- Villanueva
- Bode

## Jumelage
- Inzinzac-Lochrist (France), département du Morbihan

## Galerie

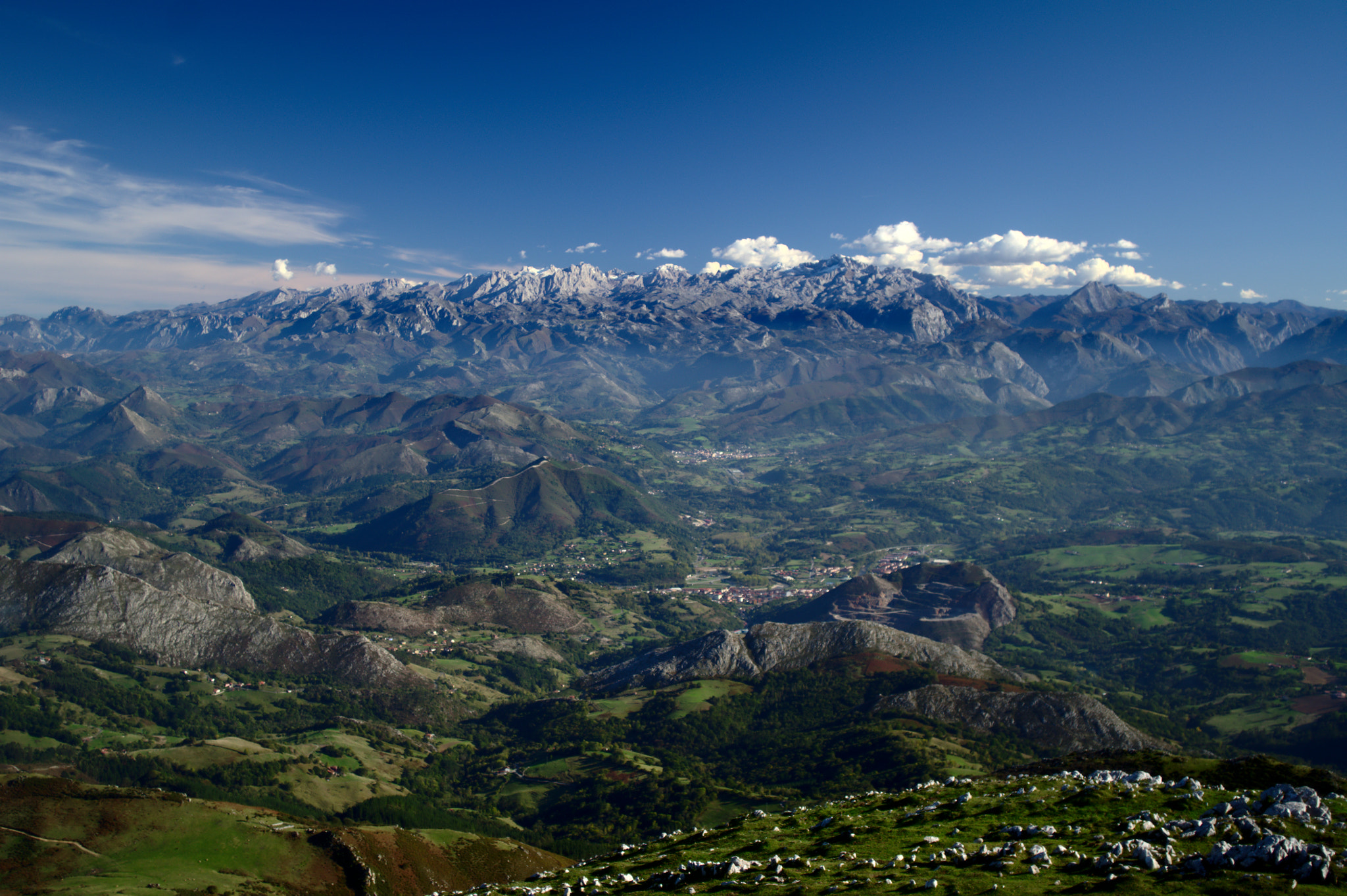
Vue sur les pics d'Europe.
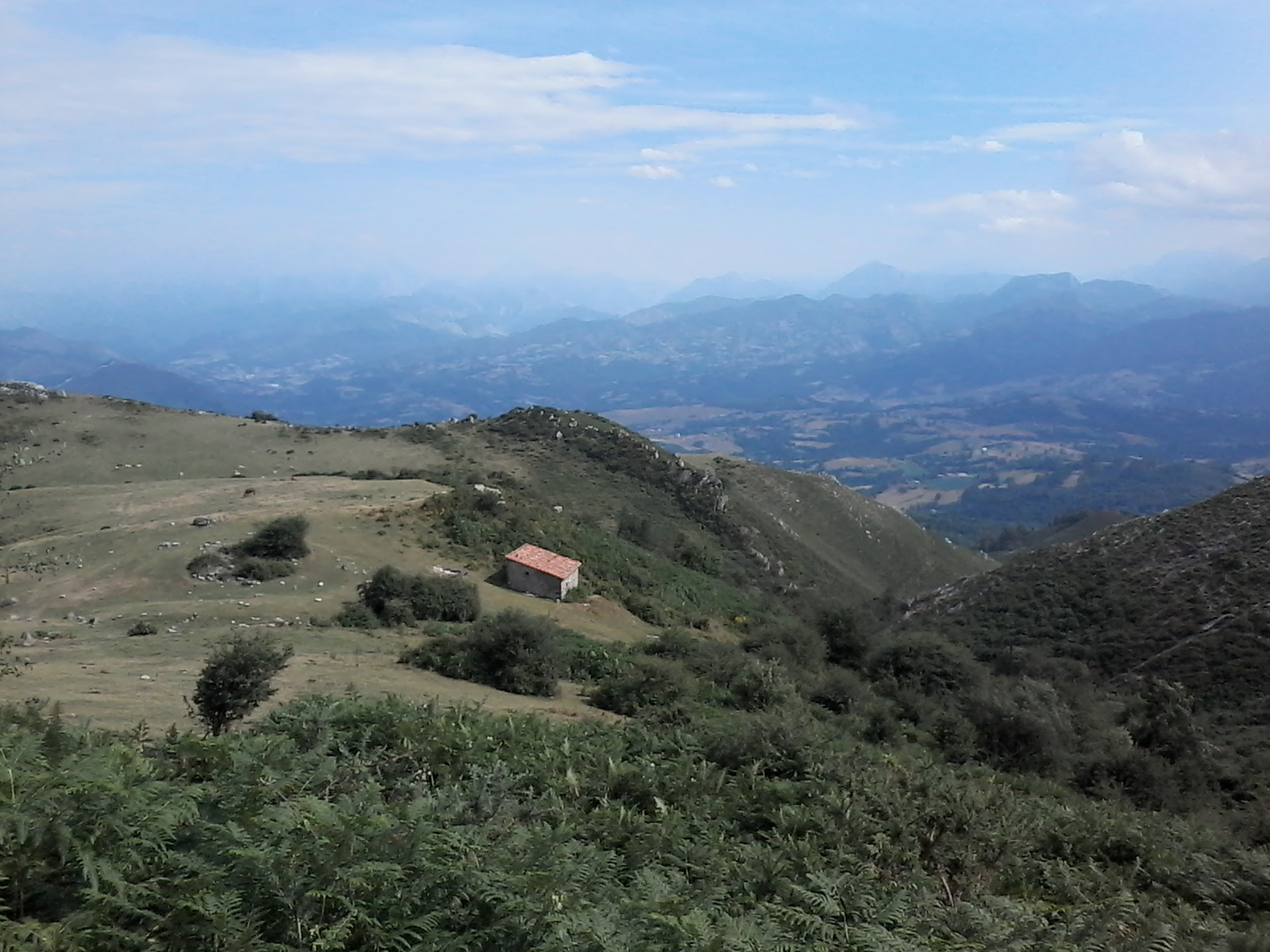
Paysage de la sierra del Sueve, près du pic Pienzu.
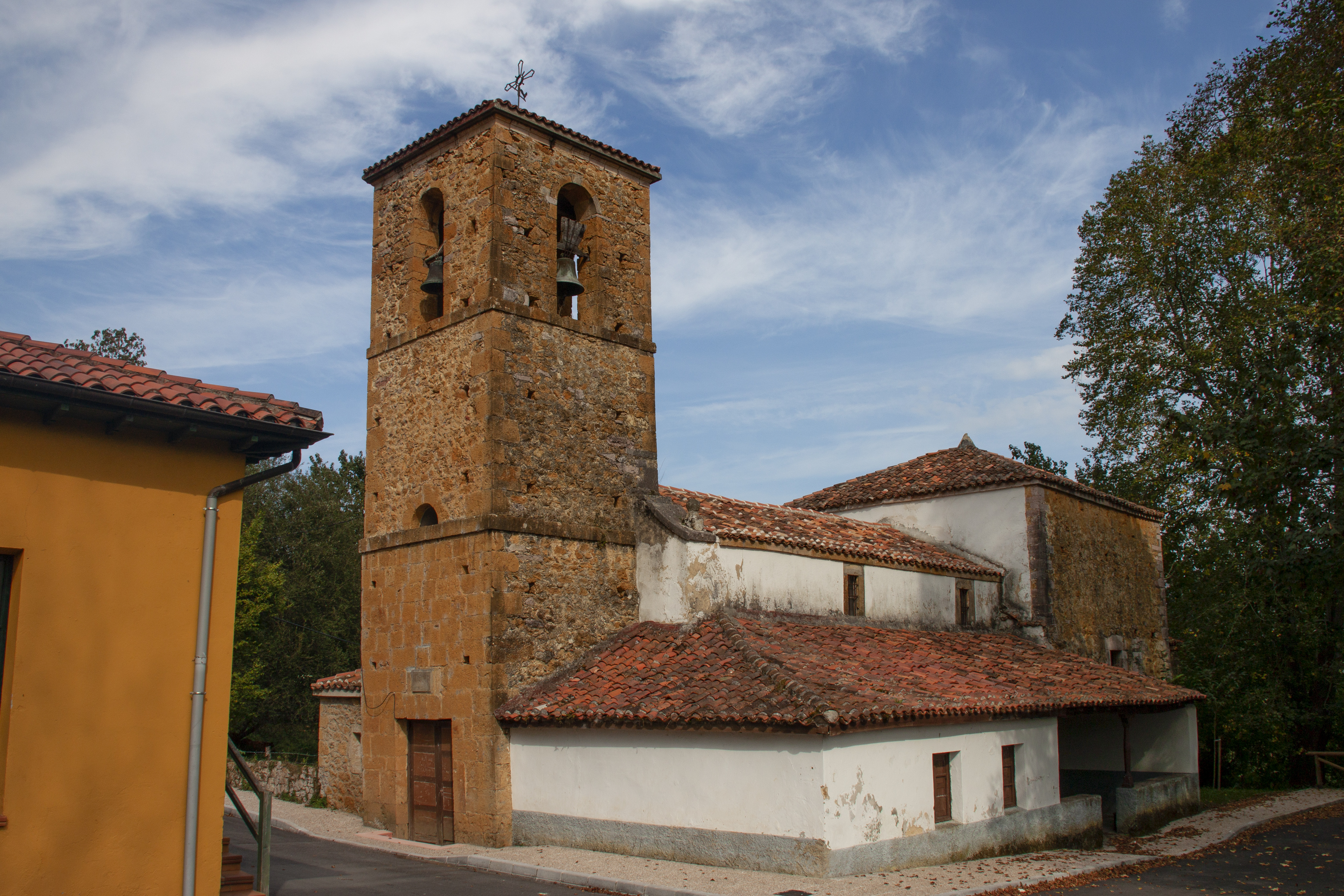
L'église Saint-Jean de Parres.
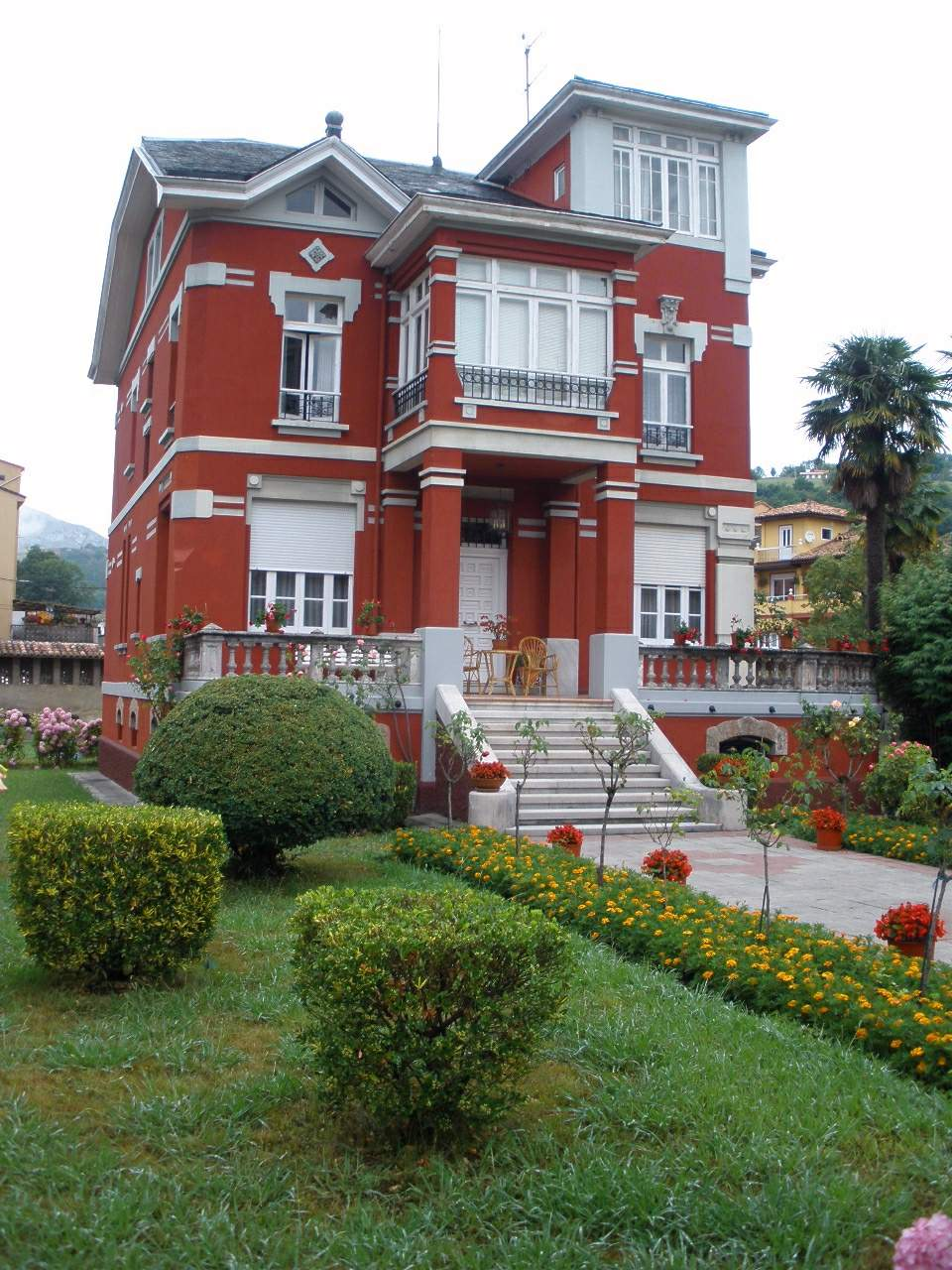
Villa Juanita, Arriondas.